# Nathan Crumpton
Nathan Crumpton (Nairobi, 9 oktober 1985) is een Amerikaans voormalig skeletonracer die uitkomt voor Amerikaans-Samoa.

## Biografie

### Jeugd en tienerjaren
Crumpton werd geboren in Nairobi waar hij de eerste jaren leefde. Nadien woonde hij op verschillende plaatsen in de wereld en verhuisde vaak van school. Maar Curmpton deed overal aan sport zoals rugby, lacrosse en atletiek. Hij was gespecialiseerd in hink-stap-springen. Hij studeerde nadien op Princeton University waar hij afstudeerde als derde snelste hink-stap sprinter ooit. Maar hij leed, ondanks de sportieve successen, aan een chronische blessure. Hij studeerde af met een diploma in sociologie en milieuwetenschappen. Daarnaast ontving hij ook de Becky Colvin Memorial award en de Myers award. 
Op Princeton maakte hij ook voor het eerst kennis met fotografie toen hij voor een sportwedstrijd moest invallen voor een vriend. Hij ging daarna aan de slag bij de The Daily Princetonian als fotograaf. Na zijn studies werd hij naast skeletonracer fotograaf.

### Skeleton
In 2011 startte hij met skeleton en in 2014 wist hij een selectie voor het nationale team te halen. Hij maakte zijn wereldbekerdebuut in het seizoen 2015/16, waar hij 16e werd. In het seizoen 2016/17 deed hij zelfs nog beter en werd 11e. Hij deed in het volgende seizoen een stapje terug en was maar sporadisch actief in de wereldbeker, maar in het seizoen 2020/21 keerde hij terug.
Op het wereldkampioenschap 2016 werd hij 8e en in de landenwedstrijd 11e. In 2017 nam hij opnieuw deel en werd 18e, na een afwezigheid in 2019 keerde hij in 2020 terug en werd opnieuw 18e.
In 2019 verliet hij het Amerikaanse team en kwam vervolgens uit voor Amerikaans-Samoa. In 2017 probeerde hij het voor het eerst als commentator bij skeletonwedstrijden.
In 2022 kwalificeerde hij zich voor de Olympische Winterspelen; hij werd uiteindelijk 19e na vier runs.

### Atletiek
Crumpton slaagde er in zich te kwalificeren voor de 100m op de Olympische Spelen van Tokio 2020. Hij werd pas negende in zijn voorronde en uitgeschakeld in een tijd van 11,27 seconden wat een verbetering van zijn persoonlijk record is.

## Persoonlijke atletiek records
| Onderdeel        | Plaats    | Datum        | Prestatie |
| ---------------- | --------- | ------------ | --------- |
| 100 m            | Tokio     | 31 juli 2021 | 11,27 s   |
| Verspringen      | Princeton | 6 mei 2007   | 7,15 m    |
| Hinkstapspringen | New Haven | 10 mei 2008  | 15,41 m   |

## Resultaten

### Olympische Spelen
| Jaar | Plaats | Resultaat |
| ---- | ------ | --------- |
| 2022 | Peking | 19e       |

### Wereldkampioenschappen
| Jaar | Plaats    | Resultaat                           |
| ---- | --------- | ----------------------------------- |
| 2016 | Igls      | 8e Individueel 11e Landenwedstrijd  |
| 2017 | Königssee | 18e Individueel 10e Landenwedstrijd |
| 2020 | Altenberg | 18e Individueel                     |
| 2021 | Altenberg | 22e Individueel                     |

### Wereldbeker
Eindklasseringen
| Seizoen   | Rang |
| --------- | ---- |
| 2015/2016 | 16e  |
| 2016/2017 | 11e  |
| 2017/2018 | 39e  |
| 2018/2019 | 34e  |
| 2019/2020 | /    |
| 2020/2021 | 34e  |
| 2021/2022 | 42e  |